# Alexandros Korizis
Alexandros Korizis, född 1885, död 18 juni 1941, var en grekisk politiker.
Alexandros Korizis anställdes 1903 vid grekiska nationalbanken, där han avancerade till höga befattningar. 1933 blev han finansminister, 1936–1939 var han socialminister. När Greklands diktator Ioannis Metaxas som högt värdessatte Korizis administrativa förmåga, avled i januari 1941, blev Korizis konseljpresident men avled redan i april samma år.